# 土地収用法

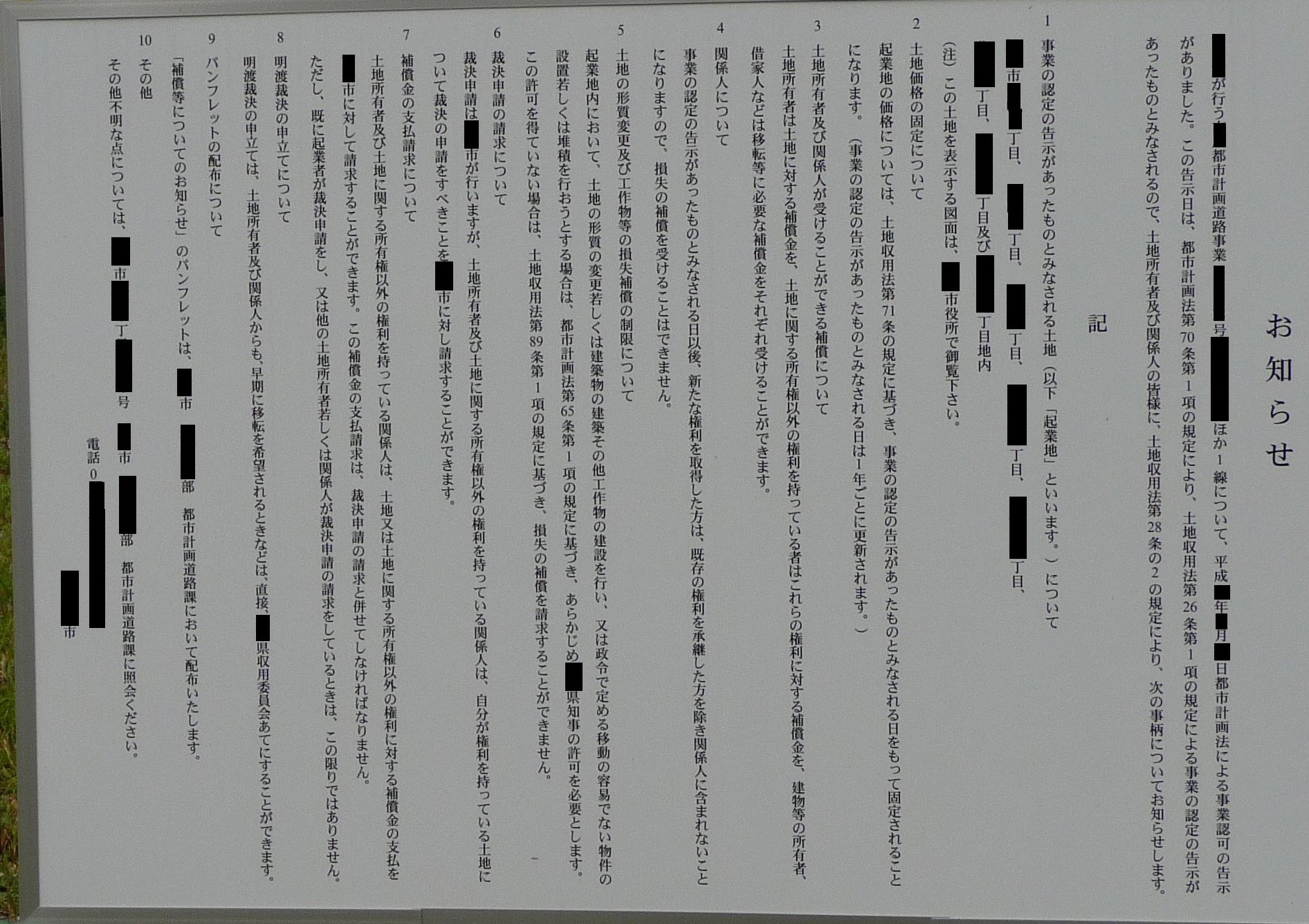
土地収用法第28条の2の規定による｢お知らせ｣の例（2008年10月撮影）（画像の一部は黒塗りされている）

土地収用法（とちしゅうようほう、昭和26年6月9日法律第219号）は、土地収用に関する日本の法律である。
1967年（昭和42年）と2001年（平成13年）に大きな改正がされている。

## 主務官庁
- 国土交通省不動産・建設経済局総務課土地収用管理室[1]

財務省理財局国有財産業務課、総務省自治行政局行政課、環境省総合環境政策統括官部局環境影響評価課など他省庁と連携して執行にあたる。

## 概要
日本国憲法第29条第3項の「私有財産は、正当な補償の下に、これを公共のために用ひることができる」との規定に基づき、「公共の利益となる事業に必要な土地等の収用又は使用に関し（中略）、公共の利益の増進と私有財産との調整を図り、もって国土の適正かつ合理的な利用に寄与すること」を目的に公益事業に必要な土地等の収用・使用に関する基本法として1951年（昭和26年）に制定された。
収用・使用の要件・手続・効果並びにこれに伴う損失補償等について定めた基本法である。1900年（明治33年）の旧土地収用法（明治33年法律第29号）に代わって制定された。

## 収用適格
事業が第3条各号のいずれかに該当すれば収用適格が認められる。各号は事業の公共性が高いと考えられるものを限定列挙しているのであり、同条は情報公開制度の適用のない事業主体にも、事業の公共性が高ければ収用適格を与える仕組みとなっている。それだけでなく、事業が認定を受けるためには、第20条各号のすべてに該当しなければならない。
他方、事業の公益性の判断が、経済的価値の算定のみでなく、環境的価値、文化的価値その他諸々の異なった性質の価値との間での総合的考量に基づいてなさるべきものとすると、行政庁だけで公正に判断できるか問題になる。この点、平成13年の改正では、公共性の認定基準について最低限の解決しか与えられていない。
つまり、収用適格事業として望ましい事業のあり方を現行法は曖昧な公益性だけで判断しており、情報公開制度の適用がない事業主体にも事業の公共性を理由に収用適格を認めることへの正当性が疑問視されるような運用状況にある。

## 構成
- 第1章 総則
- 第2章 事業の準備
- 第2章の2 土地等の取得に関する紛争の処理
- 第3章 事業の認定等
- 第3章の2 都道府県知事が事業の認定に関する処分を行うに際して意見を聴く審議会等
- 第4章 収用又は使用の手続
- 第5章 収用委員会
- 第6章 損失の補償
- 第7章 収用又は使用の効果
  - 第102条の2（土地若しくは物権の引渡し又は物権の移転）
- 第8章 収用又は使用に関する特別手続
- 第9章 手数料及び費用の負担
- 第9章の2 行政手続法の適用除外
- 第10章 不服申立て及び訴訟
  - 第129条（収用委員会の裁決についての審査請求）
  - 第133条（訴訟）
- 第11章 雑則
- 第12章 罰則
- 附則